# Masolino da Panicale

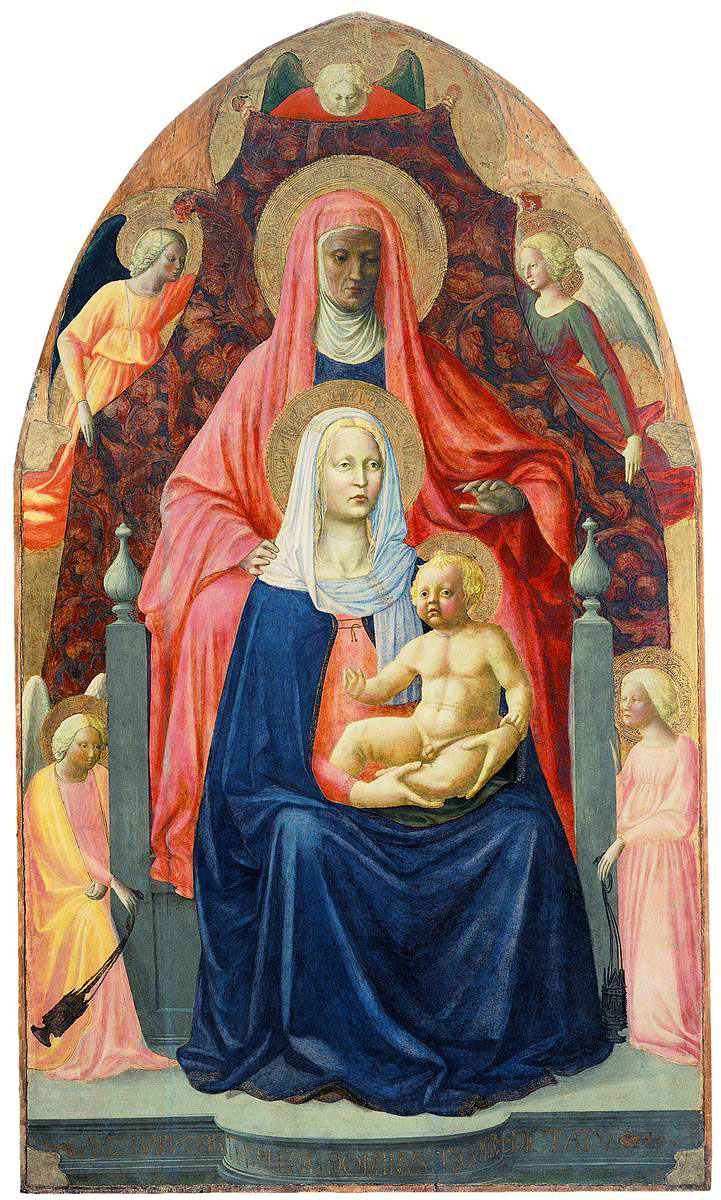
Szűz Mária a gyermekkel, Szent Annával és angyalokkal

Masolino da Panicale (Panicale, 1383 – Firenze, 1447 körül) itáliai festő. A firenzei quattrocento kezdetének egyik legjelentősebb festője. Művészetére jellemző, hogy átvezet a gótikából a reneszánszba. Életéről keveset tudni, de 1426-1427-ben Magyarországon járt Ozorai Pipó, Zsigmond király olasz hadvezérének meghívására. Valószínűleg ekkor hagyta a firenzei Santa Maria del Carmine templomban lévő Brancacci-kápolna kifestését tanítványára, Masaccióra.